# Puli Hisar (district)
Le district de Puli Hisar ou Pul-e-Hesar (en pachto پل حصار) est un district de la province de Baghlan, en Afghanistan.
Situé à l'est de la province de Baghlan, il a été créé en 2005 par détachement d'une partie de celui d'Andarab.
En 2012, la population s'élevait à 26 800 habitants.
Le district est capturé par les talibans lors de leur offensive de 2021 mais le 20 août 2021, leurs opposants regroupés dans le réduit du Pandjchir annoncent en avoir repris le contrôle.